# NGC 4562
NGC 4562 é uma galáxia espiral barrada (SBcd) localizada na direcção da constelação de Coma Berenices. Possui uma declinação de +25° 50' 58" e uma ascensão recta de 12 horas, 35 minutos e 34,5 segundos.
A galáxia NGC 4562 foi descoberta em 1882 por Ernst Wilhelm Leberecht Tempel.